# Windham (Maine)
Windham es un pueblo ubicado en el condado de Cumberland en el estado estadounidense de Maine. En el Censo de 2010 tenía una población de 17.001 habitantes y una densidad poblacional de 130,89 personas por km².

## Geografía
Windham se encuentra ubicado en las coordenadas 43°47′41″N 70°24′19″O / 43.79472, -70.40528. Según la Oficina del Censo de los Estados Unidos, Windham tiene una superficie total de 129.89 km², de la cual 120.58 km² corresponden a tierra firme y (7.16%) 9.31 km² es agua.

## Demografía
Según el censo de 2010, había 17.001 personas residiendo en Windham. La densidad de población era de 130,89 hab./km². De los 17.001 habitantes, Windham estaba compuesto por el 96.36% blancos, el 0.95% eran afroamericanos, el 0.31% eran amerindios, el 0.64% eran asiáticos, el 0.04% eran isleños del Pacífico, el 0.21% eran de otras razas y el 1.49% pertenecían a dos o más razas. Del total de la población el 0.86% eran hispanos o latinos de cualquier raza.